# Leitstelle Tirol
Koordinaten: 47° 15′ 39,8″ N, 11° 24′ 18,8″ O
Die Leitstelle Tirol ist die zentrale Leitstelle der Tiroler Blaulichtorganisationen – mit Ausnahme der Polizei. Ursprünglich als ILL – Integrierte Landesleitstellen GmbH gegründet, führt sie seit dem Jahr 2008 den Namen Leitstelle Tirol.

## Organisatorisches

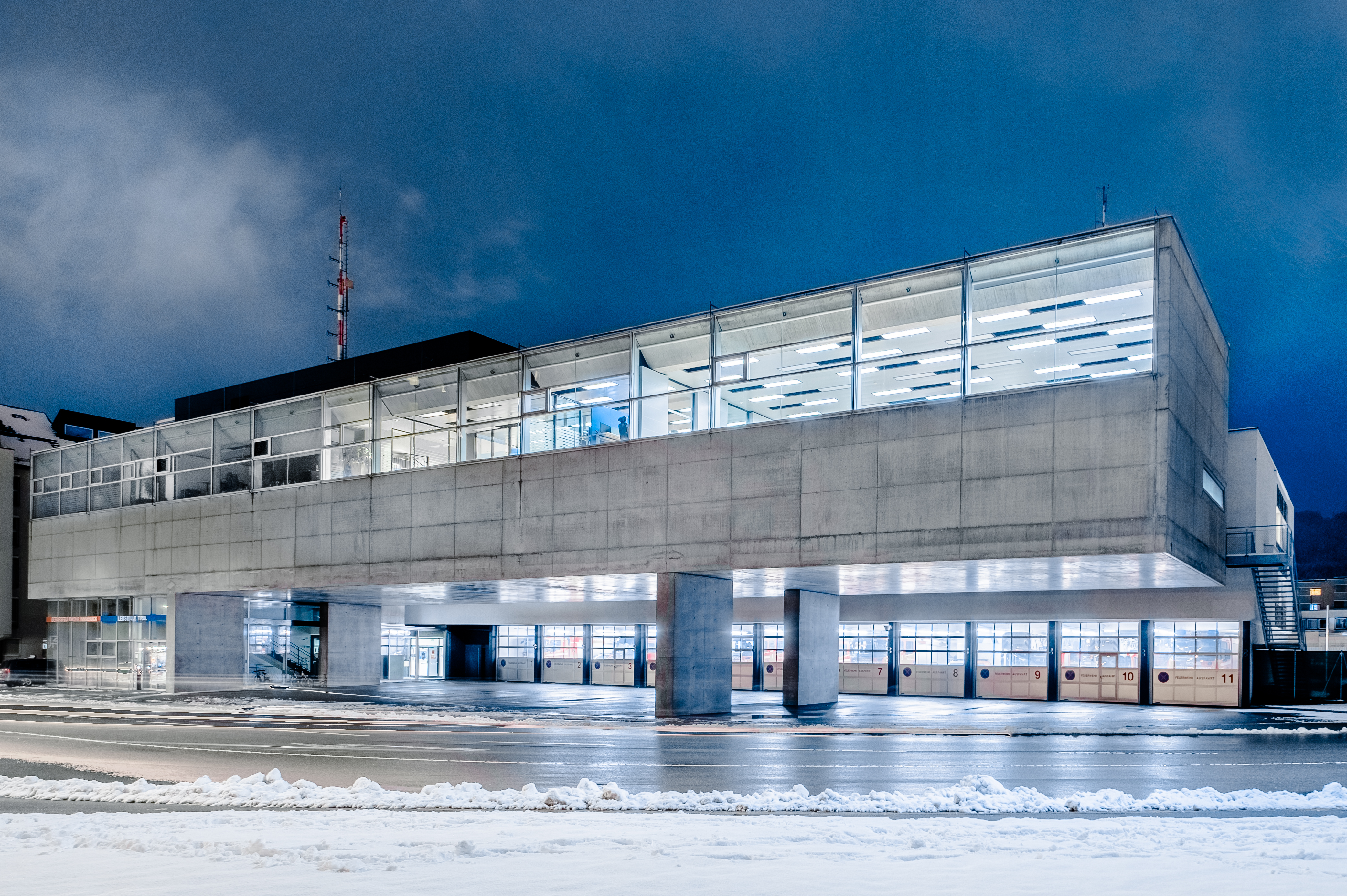
Leitstelle Tirol bei Nacht

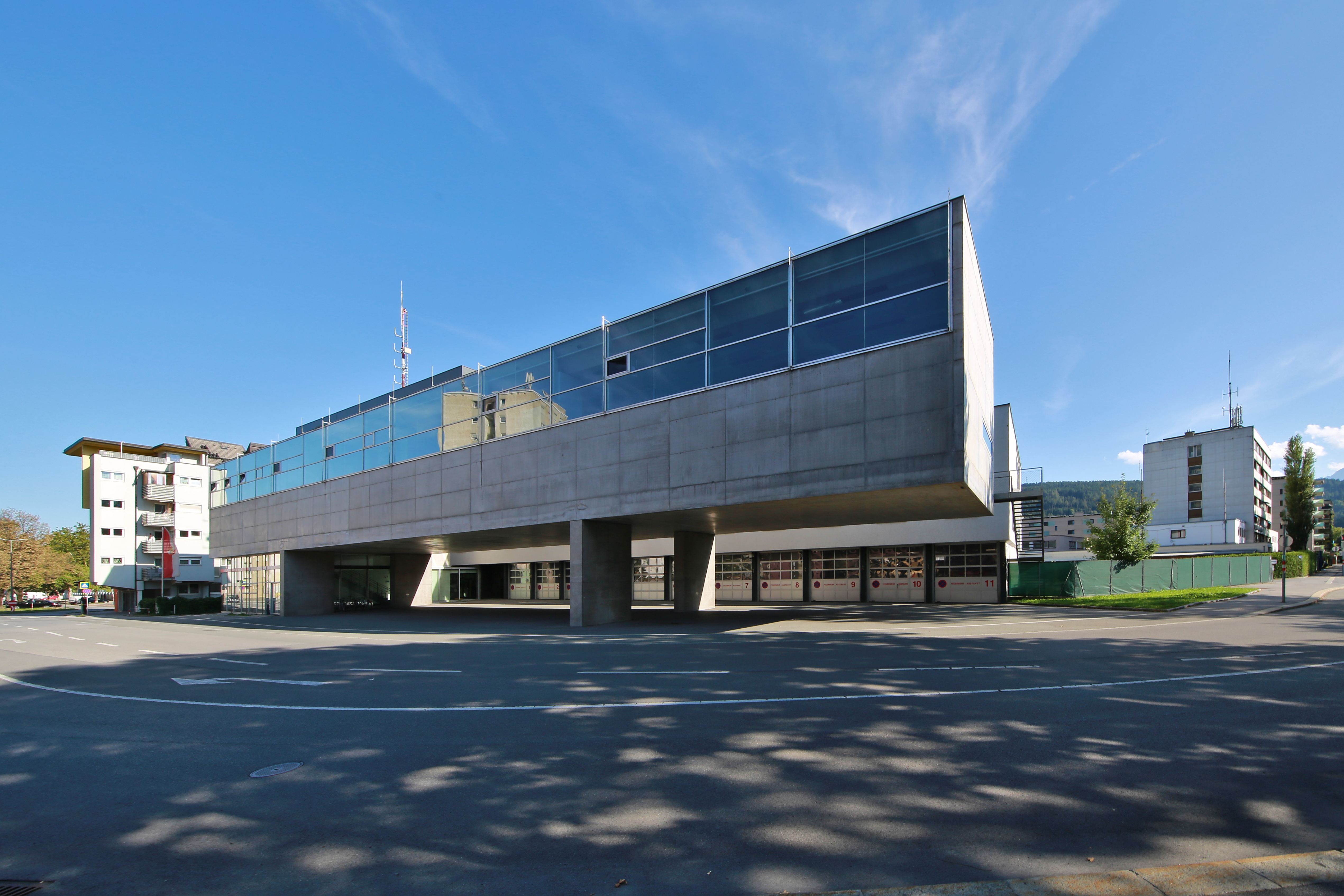
Gebäude der Leitstelle in Innsbruck

Die Leitstelle Tirol ist eine Gesellschaft mit beschränkter Haftung, Gesellschafter ist das Land Tirol (100 %). Ihren Standort hat sie in Innsbruck.
Im Jahr 2014 nahmen die Disponenten der Leitstelle Tirol rund 410.000 eingehende Anrufe entgegen, aus denen rund 341.000 Ereignisse resultierten.

## Aufgaben
Die Aufgaben der Leitstelle Tirol sind typisch für eine Rettungs- oder Feuerwehrleitstelle und bestehen im Wesentlichen in der Entgegennahme von Notrufen und anderen eingehenden Anrufen sowie der situationsgerechten Alarmierung und Disposition der geeigneten Einsatzkräfte, Krankentransportmittel oder anderer Kräfte. Zudem wurde die Leitstelle Tirol vom Land Tirol mit der technischen Überwachung aller Tiroler Tunnels des hochrangigen Straßennetzes (mit Ausnahme der Autobahnen) betraut.

## Alarmierung und Kommunikation
Die Leitstelle Tirol bedient die Notrufe 122 (Feuerwehr), 140 (Alpinnotruf), 144 (Rettungsdienst) sowie die Krankentransportnummer 14844. Die Notrufbearbeitung erfolgt seit 1. September 2016 durch das standardisierte Abfragesystem NOAS+. Es dient einerseits dazu, die wesentlichen Informationen für die Alarmierung der Einsatzorganisationen zu erhalten und andererseits dem Notfallmelder Ruhe zu vermitteln und ihn bei der Bewältigung der Akutsituation zu helfen bzw. Sicherheitshinweise und Anweisungen zu Sofortmaßnahmen zu geben.

### Kommunikation mit den Einsatzorganisationen
- Blaulichtorganisationen und Leitstelle sind am österreichweiten TETRA-Funknetz beteiligt, wobei der Funkverkehr auf mehreren Funkgruppen geführt wird.
- Die Alarmierung der Tiroler Blaulichtorganisationen wird primär unter Zuhilfenahme des WAS - Warn- und Alarmsystemes durchgeführt (POCSAG-Netz mit Digitalen Meldeempfängern).
- Die Fahrzeuge des Rettungsdienstes sind zusätzlich alle mit GSM-Handys und einem Car PC ausgestattet.

### Betreute Organisationen
Rettungsdienst
- Rotes Kreuz Tirol gemeinnützige Rettungsdienst GmbH mit ihren Leistungserbringern
  - Österreichisches Rotes Kreuz Landesverband Tirol
  - Österreichisches Rotes Kreuz Bezirksstellen Tirol
  - Samariterbund Österreich Landesgruppe Tirol
  - Johanniter-Unfall-Hilfe
  - Malteser Hospitaldienst Austria
  - Österreichischer Rettungsdienst ÖRD

Feuerwehr
- Landesfeuerwehrverband Tirol

Flugrettung
- Christophorus Flugrettungsverein
- Heli ambulance Team GmbH
- ARA Flugrettungs GmbH
- Heli Tirol GmbH
- Schenk Air GmbH
- SHS Helicopter Transporte GmbH
- Wucher Helicopter

Weitere
- Österreichische Wasserrettung Landesverband Tirol
- Österreichischer Bergrettungsdienst Tirol
- Österreichische Höhlenrettung Landesverband Tirol
- Grubenwehr Silberberg Tirol
- Ärztenotdienst der Ärztekammer Tirol

## Geschichte
Durch Großkatastrophen wie das Lawinenunglück in Galtür im Jahr 1999 wurde die Notwendigkeit einer integrierten und überregional abgestimmten Einsatzkoordination offensichtlich. Das Land Tirol und die Stadt Innsbruck haben in der Folge Planungen und Studien zur Errichtung einer zentralen Landesleitstelle in Auftrag gegeben. Ziel war es eine Leitstelle zu schaffen, welche die Alarmierung, Koordination, Disposition und Einsatzunterstützung aller Tiroler Einsatzkräfte (mit Ausnahme der Polizei) durchführt.
2003
Der Grundsatzbeschluss des Landes Tirol und der Stadt Innsbruck über die Errichtung einer gemeinsamen Leitstelle war zugleich die Grundsteinlegung der Leitstelle Tirol.
2004
Im Jahr 2004 fand die Vertragsunterzeichnung zur Gründung der Leitstelle Tirol durch die damaligen Eigentümer Land Tirol (Beteiligung: 74 %) und Stadt Innsbruck (Beteiligung: 26 %) statt.
2005
Am 1. April 2005 folgte der offizielle Start der ILL – Integrierte Landesleitstelle (heute: Leitstelle Tirol) durch Übernahme der damaligen Bereichsleitstelle Tirol Mitte des Österreichischen Roten Kreuzes.
2006
Im März werden durch Mitarbeiter der Leitstelle Tirol die Aufgaben der Tunnelwarte des Landes Tirol am Standort Imst übernommen. Ab April werden alle in Tirol stationierten Notarzthubschrauber von Innsbruck aus alarmiert. Außerdem startet Tirol als erstes Bundesland Österreichs das digitale Funknetz TETRA 25.
Mit Juli wird die Entgegennahme des Feuerwehrnotrufes 122 aus dem Bezirk Kufstein übernommen, d. h. ab sofort erfolgt die Alarmierung und Disposition der Feuerwehren im Bezirk Kufstein durch die Leitstelle Tirol.
Schließlich wird am 15. September 2006 die Firstfeier des neuen Betriebsgebäudes der Leitstelle Tirol am Standort Hunoldstraße 17a, Innsbruck begangen. Der Entwurf für das Gebäude stammt von den Architekten Johann Obermoser, Hanno Schlögl und Daniel Süß.
2007
Knapp ein Jahr nach der Firstfeier übersiedelt die Leitstelle Tirol im Oktober in das neue Betriebsgebäude. Gegen Ende des Jahres wird im November der Feuerwehrnotruf 122 aus dem Bezirk Innsbruck-Stadt und im Dezember aus dem Bezirk Innsbruck-Land übernommen. Mit Dezember 2007 werden somit die Freiwilligen Feuerwehren aus den Bezirken Kufstein, Innsbruck-Stadt und Innsbruck-Land sowie die Berufsfeuerwehr Innsbruck und die Betriebsfeuerwehr des Flughafens Innsbruck durch die Leitstelle Tirol alarmiert und disponiert.
2008
Im August übernimmt die Leitstelle Tirol die Entgegennahme des Feuerwehrnotrufes 122 aus den Bezirken Schwaz, Imst, Kitzbühel, Landeck, Reutte und Lienz. Somit ist die Leitstelle Tirol ab sofort für die tirolweite Annahme der Notrufnummer 122 und die Alarmierung, Disposition und Einsatzunterstützung aller 362 Tiroler Feuerwehren verantwortlich.
Nachdem bei der UEFA-Europameisterschaft 2008 Innsbruck einer der Austragungsorte ist, sind an Spieltagen bis zu 20 Mitarbeiter rund um die Uhr im Einsatz. Im Anschluss an die Europameisterschaft kommt es zu einer vollständigen Umstellung der Alarmierung auf das vom Land Tirol betriebene Warn- und Alarmsystem.
Ab September werden alle Einsatzstellen der Tiroler Wasserrettung durch die Leitstelle Tirol alarmiert und disponiert.
2010
Gleich zu Beginn des Jahres gibt es eine Änderung in der Eigentümerstruktur der Leitstelle Tirol: Die Stadt Innsbruck überträgt ihre 26 % Eigentumsanteile an das Land Tirol. Somit ist die Leitstelle Tirol ab diesem Zeitpunkt eine 100%ige Tochtergesellschaft des Landes Tirol.
Im Juli wird die Höhlenrettung Tirol neuer Systempartner der Leitstelle Tirol und wird ab sofort von Innsbruck aus alarmiert.
2011
Der Ärztenotruf 141 wird vom Land Tirol an die Ärztekammer Tirol vergeben. Die Leitstelle Tirol wird mit der technischen Umsetzung einer Weitervermittlung der Anrufer beauftragt. Ab sofort gelangt man nach Wählen der 141 in ein Sprachmenü und gibt seine Postleitzahl ein, um zum diensthabenden Arzt verbunden zu werden.
Mit Inkrafttreten des neuen Rettungsdienst-Vertrages zwischen Land Tirol und der Rotes Kreuz Tirol gemeinnützige Rettungsdienst GmbH gibt es auch für die Leitstelle Tirol Änderungen. Die Disposition der Systempartner wird in 4 Fachbereiche unterteilt: Notrufcenter, Krankentransport, Notfallrettung, Feuerwehr & technische Rettung. Neu ist das Team Krankentransport, in dem die effiziente und durch das Gesetz vorgegebene kostensenkende Planung des qualifizierten Krankentransports für das gesamte Bundesland erfolgt.
Im weiteren Verlauf des Jahres erfolgt die Übernahme des Notrufs 144 aus den Bezirken Imst, Reutte, Landeck und Kitzbühel. Mit Ende 2011 ist die Leitstelle Tirol somit auch für die Disposition und Alarmierung des bodengebundenen Rettungsdienstes sowie die Disposition des Krankentransportes für das gesamte Bundesland Tirol mit Ausnahme der Bezirke Lienz und Schwaz verantwortlich.
2012
Im März erfolgt die Anschaltung des Notrufbereiches Schwaz und am 30. November 2012 des Notrufbereiches Lienz. Außerdem wird die Grubenwehr Silberberg Tirol neuer Systempartner. Ab 30. November 2012 werden somit alle Tiroler Blaulichtorganisationen (mit Ausnahme der Polizei) in Nord- und Osttirol von der Leitstelle Tirol betreut.
2013
Im November 2013 geht die (politisch geforderte) Außenstelle in Osttirol in Betrieb. Hierfür wurden Räumlichkeiten in der Bezirksleitstelle des Roten Kreuzes in Lienz angemietet und umgebaut. Die Außenstelle ist hauptsächlich untertags mit 2–3 Personen besetzt, welche ausschließlich Anrufe entgegennehmen.
2016
Am 31. August 2016 wird auf das standardisierte Notrufabfragesystem NOAS+ umgestellt.
2018
Aufgrund einer Personalaufstockung und im Zuge der Vorbereitungsarbeiten für die Inbetriebnahme der Gesundheitsberatung 1450 wird der bestehende Leitraum umgebaut. Durch eine eingezogene Zwischendecke können zusätzliche Arbeitsplätze geschaffen werden.
2019
Im September 2019 geht in Tirol als Gemeinschaftsprojekt vom Bundesministerium für Arbeit, Soziales, Gesundheit und Konsumentenschutz, der Sozialversicherung und den Bundesländern die Gesundheitsberatung 1450 in Betrieb. Diplomiertes Pflegepersonal nimmt Anrufe entgegen und berät Hilfesuchende bei medizinischen Fragen. Ergebnis dieser Beratung kann ein empfohlener Hausarztbesuch im Zeitraum von 4h, 12h oder 1–3 Tagen sein, das kontaktieren des Hausarztes/Facharztes ohne zeitliche Einschränkung, Hilfe zur Selbstversorgung oder in dringenden Fällen auch die direkte Beschickung des Rettungsdienstes bzw. das selbstständige und zeitnahe Aufsuchen eines Krankenhauses sein.
2020
Durch die COVID-19-Pandemie werden durch die Leitstelle Tirol zahlreiche zusätzliche Tätigkeiten übernommen. Die Gesundheitsberatung 1450 wird als zentrale Drehscheibe für die Abarbeitung der Tiroler Teststrategie eingerichtet. Sowohl die telefonische Einmeldung als auch die Disposition der Screening-Fahrzeuge wird durch Personal der Leitstelle Tirol organisiert. In weiterer Folge werden Online-Einmeldetools, z. B. tiroltestet.leitstelle.tirol gemeinsam mit verschiedenen Partnern aufgebaut und betrieben.